# Daniel Wanjiru
Pour les articles homonymes, voir Wanjiru.
Daniel Kinyua Wanjiru (né le 26 mai 1992) est un athlète kényan, spécialiste des courses de fond.

## Biographie
Le 2 avril 2016, Daniel Wanjiru remporte le semi-marathon de Prague en 59 min 20 s et établit son nouveau record personnel sur la distance. Le 10 septembre, Wanjiru termine deuxième du Grand Prix de Prague en 27 min 43 s derrière son compatriote Abraham Kipyatich et établit son nouveau record personnel sur la distance. Le 16 octobre, il remporte le marathon d'Amsterdam en 2 h 5 min 21 s et établit un nouveau record du parcours.
Le 23 avril 2017, il remporte le marathon de Londres en 2 h 5 min 48 s. Le 6 août, il termine huitième du marathon aux Championnats du monde à Londres, en 2 h 12 min 16 s.
Le 14 avril 2020, Wanjiru est suspendu à titre conservatoire pour des irrégularités sur son passeport biologique.

## Palmarès
| Date | Compétition                        | Lieu      | Résultat | Épreuve       |
| ---- | ---------------------------------- | --------- | -------- | ------------- |
| 2015 | Semi-marathon de Prague            | Prague    | 1er      | Semi-marathon |
| 2016 | Semi-marathon de Prague            | Prague    | 1er      | Semi-marathon |
| 2016 | Grand Prix de Prague               | Prague    | 2e       | 10 kilomètres |
| 2016 | Marathon d'Amsterdam               | Amsterdam | 1er      | Marathon      |
| 2017 | Marathon de Londres                | Londres   | 1er      | Marathon      |
| 2017 | Championnats du monde d'athlétisme | Londres   | 8e       | Marathon      |
| 2018 | Marathon de Londres                | Londres   | 8e       | Marathon      |

## Records
| Épreuve       | Performance    | Lieu      | Date              |
| ------------- | -------------- | --------- | ----------------- |
| 10 kilomètres | 27 min 43 s    | Prague    | 10 septembre 2016 |
| Semi-marathon | 59 min 20 s    | Prague    | 2 avril 2016      |
| Marathon      | 2 h 5 min 21 s | Amsterdam | 16 octobre 2016   |